# Архітектура в стилі мудехар в Арагоні
Архітектура в стилі мудехар в Арагоні — це естетична течія у стилі мудехар з центром в Арагоні (Іспанія), яка була визнана Світовою спадщиною ЮНЕСКО та представлена рядом будівель.

## Опис
Хронологія арагонського мудехару простягається від 12-го до 17 сторіччя та включає понад сто архітектурних пам'яток, розташованих переважно у долинах річки Ebro, її притоки Халон та притоки останньої Хілока. На цій території проживала велика кількість населення маврського походження, хоча багато з них номінально були християнами. Їх називали мудехари або мориски, вони значною мірою зберігали традиції декоративно-ужиткового мистецтва та рідко використовували камінь як будівельний матеріал.
Перші зразки арагонського мудехару мають два походження: з одного боку, королівська палацова архітектура, яка доповнила та змінила палац Альхаферія, за рахунок збереження ісламської орнаментальної традиції, а з другого — традиція, яка розвивала романську архітектуру з використанням не каменю, а цегли, з орнаментами місцевого іспанського походження. Приклади другого типу можна побачити у церквах міста Дарока, які були розпочаті з каменю, але закінчені у 13-му ст. цегляними панелями в стилі мудехар.
З будівельної точки зору, архітектура в стилі мудехар в Арагоні переважно використовує функціональні схеми цистерціанської готики, але з деякими відмінностями. Контрфорси часто відсутні, особливо у апсидах, для яких характерно мати восьмикутний план з товстими стінами, що можуть витримати тиск даху і які забезпечують простір для підкреслення цегляних орнаментів. З іншого боку, контрфорси часто присутні по боках нав, де деколи закінчуються баштами, наприклад у Базиліки Пресвятої Діви Марії на Стовпі (Сарагоса). Можуть бути бокові каплиці, неочевидні зовні. Церкви приходів (такі як церква Святого Павла (Сарагоса)) чи малих міст переважно не мають поділу на нави, однак місце для додаткових вівтарів виділено каплицями між контрфорсами нав. Для таких бокових каплиць характерні закриті галереї або ándite (проходи), вікна з яких виходять і назовні, і в середину будівлі. Таку споруду часто називають церква-фортеця, прототипом якої ймовірно є церква міста Монтальбан.
Як правило найбільше прикрашені дзвіниці, форма яких була запозичена у ісламського мінарету: чотирикутна у плані з центральним простінком, чиї простори були заповнені сходами, як в мінаретах Альмохадів. Зверху чотирикутника розміщувалась багатокутна вежа. Деякі дзвіниці були восьмикутними.

## Світова спадщина ЮНЕСКО

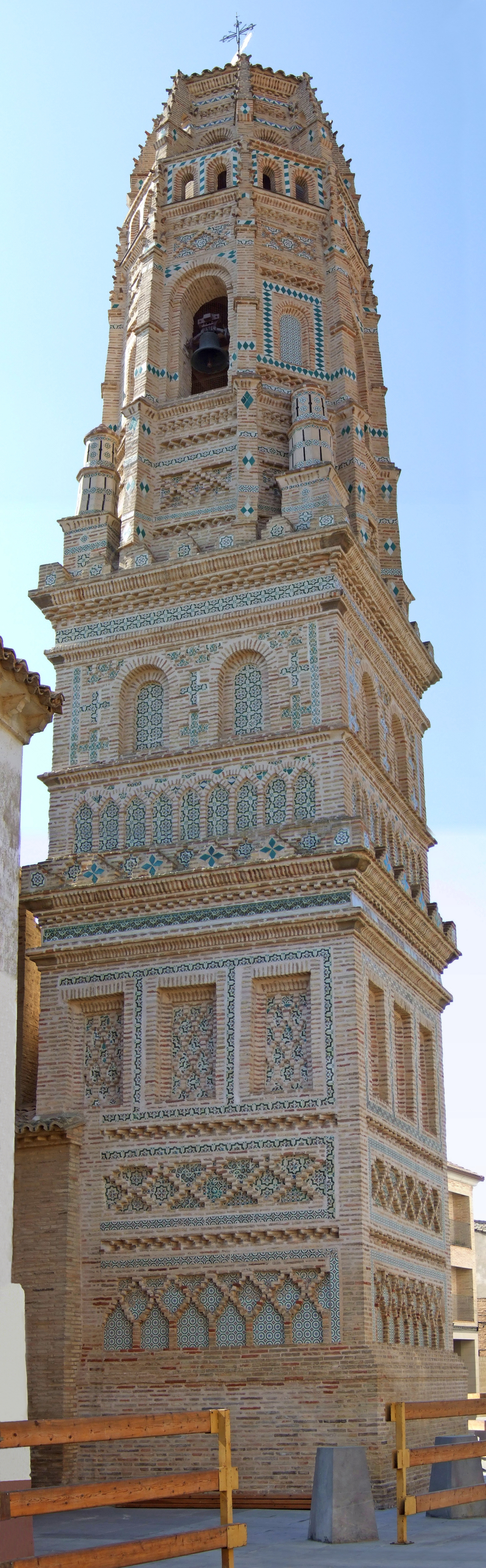
Дзвіниця церкви в Утебо.

1986 року ЮНЕСКО оголосило весь комплекс в стилі мудехар в місті Теруель Світовою спадщиною, а у 2001 році вона була розширена іншими пам'ятками в стилі арагонського мудехару:
| Код     | Назва                                                       | Місце                 | Рік включення | Координати                                                                |
| ------- | ----------------------------------------------------------- | --------------------- | ------------- | ------------------------------------------------------------------------- |
| 378-001 | Вежа, дах та купол собору Пресвятої Діви Марії в Медіавілла | Теруель               | 1986          | 40°20′37.9″ пн. ш. 1°06′25.9″ сх. д. / 40.343861° пн. ш. 1.107194° сх. д. |
| 378-002 | Вежа та церква Святого Петра                                | Теруель               | 1986          | 40°20′33.2″ пн. ш. 1°06′22.8″ сх. д. / 40.342556° пн. ш. 1.106333° сх. д. |
| 378-003 | Вежа церкви Святого Мартіна                                 | Теруель               | 1986          | 40°20′39.0″ пн. ш. 1°06′33.4″ сх. д. / 40.344167° пн. ш. 1.109278° сх. д. |
| 378-004 | Вежа церкви Святого Спасителя                               | Теруель               | 1986          | 40°20′31.1″ пн. ш. 1°06′28.8″ сх. д. / 40.341972° пн. ш. 1.108000° сх. д. |
| 378-005 | Апсида, клуатр та вежа Колегіальної церкви Діви Марії       | Калатаюд              | 2001          | 41°21′14.6″ пн. ш. 1°38′42.2″ сх. д. / 41.354056° пн. ш. 1.645056° сх. д. |
| 378-006 | Приходська церква Святої Текли                              | Сервера-де-ла-Каньяда | 2001          | 41°25′58.7″ пн. ш. 1°44′08.9″ сх. д. / 41.432972° пн. ш. 1.735806° сх. д. |
| 378-007 | Церква Святої Марії                                         | Тобед                 | 2001          | 41°20′18.6″ пн. ш. 1°24′01.9″ сх. д. / 41.338500° пн. ш. 1.400528° сх. д. |
| 378-008 | Мудехарські фрагменти палацу Альхаферія                     | Сарагоса              | 2001          | 41°39′23.3″ пн. ш. 0°53′48.3″ сх. д. / 41.656472° пн. ш. 0.896750° сх. д. |
| 378-009 | Вежа і церква Святого Павла                                 | Сарагоса              | 2001          | 41°39′21.9″ пн. ш. 0°53′10.0″ сх. д. / 41.656083° пн. ш. 0.886111° сх. д. |
| 378-010 | апсида, приход та купол Ла Сео                              | Сарагоса              | 2001          | 41°39′16.9″ пн. ш. 0°52′32″ сх. д. / 41.654694° пн. ш. 0.87556° сх. д.    |

## Основні пам'ятки

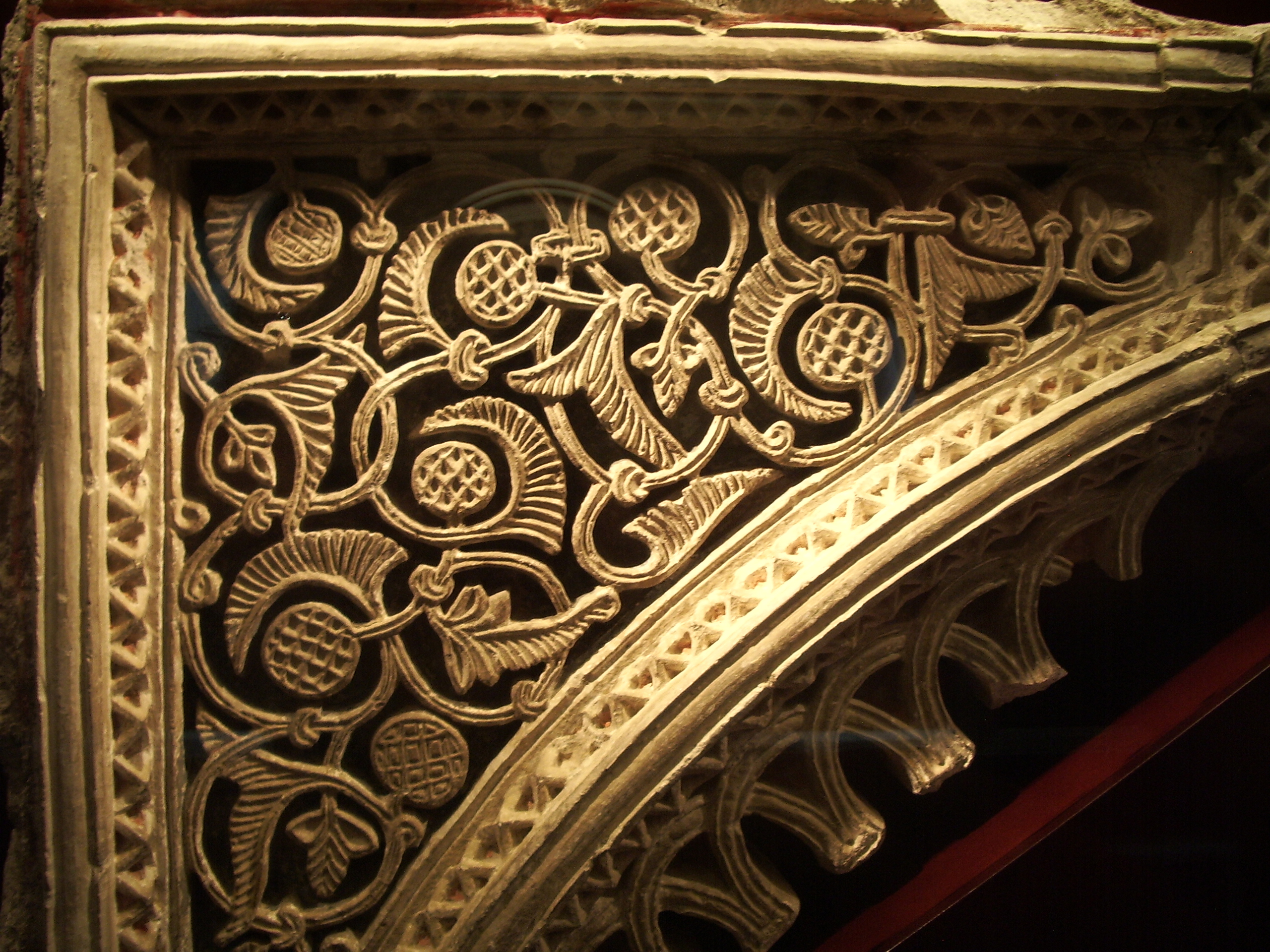
alfiz та емаль в стилі мудехар 15-го ст., мавританська архітектура палацу Альхаферія.

- Палац Альхаферія — середньовічний мавританський палац, з реставрацією 15-го ст. Католицькими королями в стилі мудехар;
- Собор Ла Сео;
- Теруельський собор.